# Аріель Лопес
Аріель Лопес (ісп. Ariel López, нар. 5 квітня 1974, Ланус) — аргентинський футболіст, що грав на позиції нападника.
Виступав, зокрема, за клуб «Ланус».
Володар Кубка КОНМЕБОЛ. 

## Ігрова кар'єра
У дорослому футболі дебютував 1994 року виступами за команду клубу «Ланус», в якій провів чотири сезони, взявши участь у 141 матчі чемпіонату й відзначився 50-ма голами. Більшість часу, проведеного у складі «Лануса», був основним гравцем атакувальної ланки команди. У складі «Лануса» був одним з головних бомбардирів команди, маючи середню результативність на рівні 0,35 голу за гру першості. А в Клаусурі 1996 року став найкращим бомбардиром. Впевнена гра форварда на батьківщині привернула до нього увагу європейських клубів, і в 1998 році Аріель Лопес перейшов до «Дженоа». Вже влітку 1998 році перейшов до «Мальорки», цей трансфер клубу з Балеарських островів обійшовся у 2 мільйони євро. Вихованець «Лануса» був одним з найкращих гравців «гранатових» того покоління, яке виховав Ектор Купер, серед інших гравців того покоління можна назвати Уго Моралеса, Аріеля Ібагаси, Барлета, Габріеля Шуррера, Карлос Роа, Хуана Хосе Серрісуели, Оскара Алсідеса Мени Фернандеса, Густаво Ліонеля Сільвейро...
В юності Лопес під час тренування «Лануса» не зупинявся навіть тоді, коли у нього кровоточив палець, і, зрештою, стати одним із провідників моди на аргентинських футболістів, його намагалися придбати «Рівер Плейт», «Універсідад де Чилі» і навіть «Расінг» (Сантандер), проте Аріель віддавав перевагу італійському футболу, тому віддав перевагу «Дженоа» з Серії B у 1997 році. В італійському клубі справи в нього пішли не дуже добре, зігравши у семи матчах, в яких мало, треба зазначити, він відзначився 5-ма голами, цього виявилося достатньо для «Мальорки» Ектора Купера, щоб запросити гравця для виступів на нйвищому рівні й надати гравцеві шанс вибороти своє місце в основному складі в атаки разом з Лео Бьяджині, Дані Гарсією та Карлітос Домінгесом.
У футболці клубу з Мальорки зіграв 30 матчів, в яких відзначився лише 3-ма голами, але був членом найсильнішої в історії клубу команди (того сезону команда завоювала бронзові нагороди іспанського чемпіонату, стала віце-чемпіоном Кубку володарів кубків та володарем Суперкубку Іспанії). Справжній «таран» і по суті бомбардиром іспанського футболу, проте був дуже високим, тому змушений був повернутися на батьківщину, щоб виступати на правах оренди в «Сан-Лоренсо» і «Ланус» пізніше, після чого у сезоні 2001/02 років повернутися до Мальорки, в складі якої перебував до грудня, допоки не перейшов на правах оренди у «Еркулес» з Сегунда Дивізіону Б. Після завершення контракту з клубом Балеарських островів перейшов у «Ланус» (2002), а потім до «Кільмеса» (2003—2004). У 2005 році переїхав до Мексики, де підписав контракт з місцевим клубом «Некакса» (провів сезон 2005/06 років). Завершив професійну ігрову кар'єру у клубі «УНАМ Пумас», за команду якого виступав на правах оренди протягом 2006—2007 років.

## Титули і досягнення
- Кубок КОНМЕБОЛ («Ланус»):
  -  Володар (1): 1996

- Суперкубок Іспанії
  -  Володар (1): 1998 («Мальорка»)